# Seok Cheoljoo
Dans ce nom coréen, le nom de famille, Seok, précède le nom personnel.
Seok cheoljoo (hangul : 석철주; hanja : 石铁周), né le 21 août 1950, est un peintre et professeur sud-coréen. Il est diplômé de l'université Chugye des arts et a reçu un baccalauréat à l'université de Dongguk. Il est maintenant[Quand ?] professeur à l'université Chugye des arts. 
À l'âge de 16 ans, il a commencé à apprendre à dessiner grâce à un artiste bien connu, Lee Sang Beom.
Il est entré à l'université à l'âge de 27 ans. Depuis qu'il a commencé ses études supérieures, il a commencé à apprendre à décrire et dessiner différents types de tableaux. 
Selon l'Institut national des arts de Corée, il est dit qu'il sait combiner des dessins orientaux avec des matériaux modernes tels que les peintures acryliques. Son travail a été exposé au musée national d'art moderne, au musée d'art Sungkok, au musée d'art de Séoul, au musée d'art Ho-Am, au Parlement, au Samsung Medical Center, au musée d'art moderne de Gyeonggi, à l'ambassade de Dubaï et au Leeum. 

## Récompenses et distinctions
Il a remporté 16 expositions solos, trois fois de suite de 1979 à 1981 à l'exposition d'art centrale, 9e en 1990 à l'art gijasang et 6e Korean Art Artist Award en 1997. Il a aussi remporté grâce des groupes tels que Invitational 2008 de Shanghai Art Fair KIAF2008, à Beijing Art Fair et à Hong Kong Art Fair.